# Luchovickij rajon
Il Luchovickij rajon (in russo Луховицкий район?) era un rajon dell'Oblast' di Mosca, nella Russia europea; il capoluogo era Luchovicy. Istituito nel 1929, ricopriva una superficie di 1.340,6 chilometri quadrati e nel 2010 ospitava una popolazione di circa 62.000 abitanti.